# Roland Martel
Roland Martel (Québec, 28 avril 1940) est un musicien et chef d'orchestre québécois.  En plus d'être à la tête d'une maison de production et d'une agence musicale, il est le chef d'orchestre d'un ensemble Big band nommé Le Grand Orchestre de Roland Martel.  Cet ensemble est bien connu pour avoir effectué des prestations pendant trois générations à Québec, entre autres à la salle de bal du Château Frontenac et dans d'autres hôtels de la ville.